# Eros Benedini

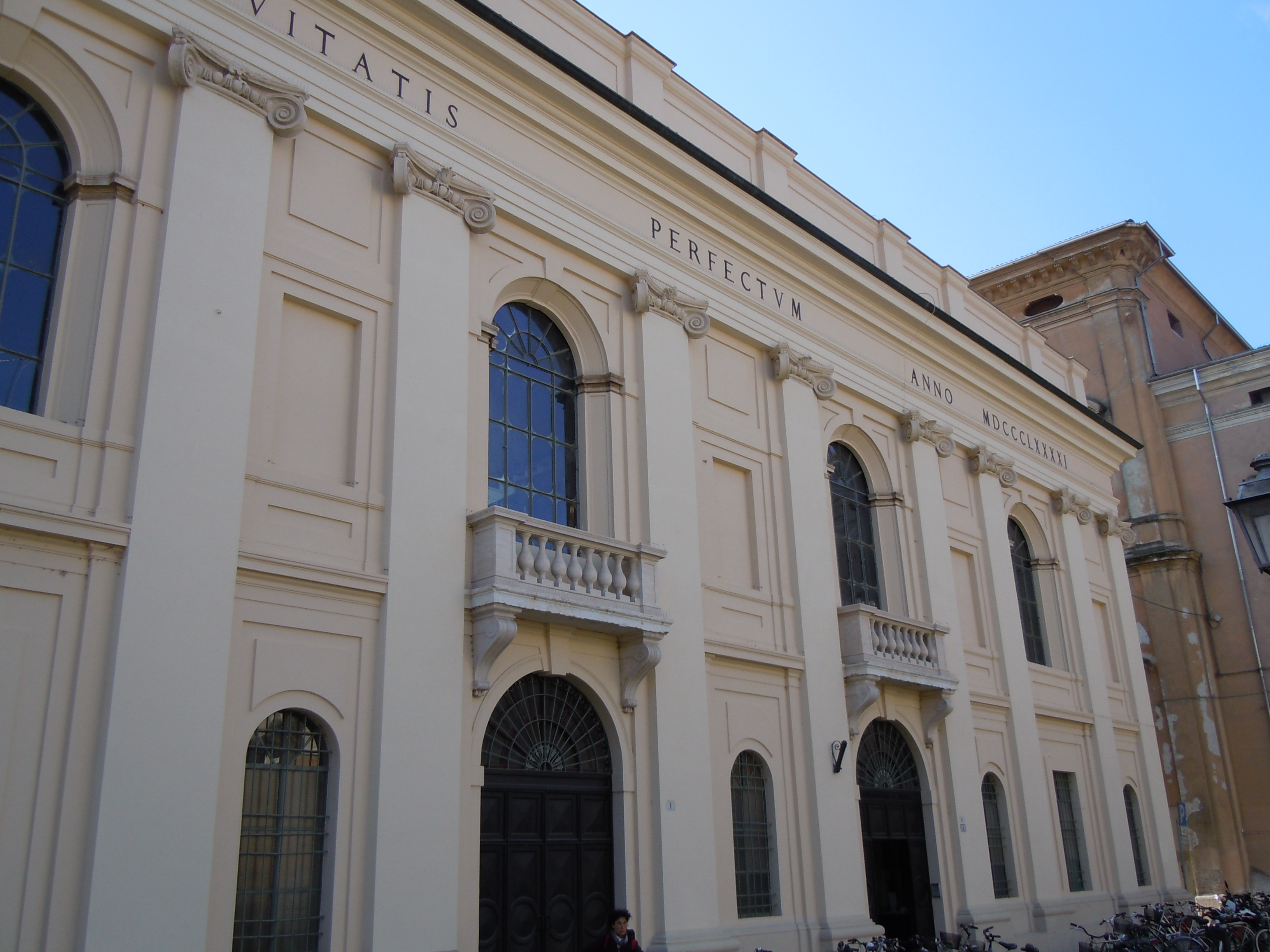
Mantova, Palazzo dell'Accademia nazionale virgiliana

Eros Benedini (Mantova, 31 ottobre 1913 – Mantova, 31 ottobre 1991) è stato un medico e letterato italiano.

## Biografia
Medico chirurgo primario all'ospedale Carlo Poma di Mantova, fu autore di oltre un centinaio di pubblicazioni scientifiche.
Uomo di cultura, nel 1972 subentrò allo storico Vittore Colorni nella presidenza dell'Accademia Nazionale Virgiliana di Mantova. Durante il suo mandato si celebrò a Mantova il bimillenario di Virgilio. Effettuò importanti lavori di restauro del palazzo dell'Accademia. Nel maggio 1981 l'Accademia virgiliana ottenne l'elevazione al rango di Accademia nazionale.
Dal 1982 fu membro dell'Accademia Roveretana degli Agiati di Rovereto.